# Leishmaniasis canina
La leishmaniasis canina es una enfermedad zoonótica (ver leishmaniasis humana) causada por parásitos Leishmania transmitidos por la picadura de un flebótomo infectado. No se han documentado casos de transmisión de leishmaniasis de perros a humanos. La leishmaniasis canina se identificó por primera vez en Europa en 1903, y en 1940, se determinó que el 40% de todos los perros en Roma tenían leishmaniasis positiva.Tradicionalmente considerada una enfermedad que sólo se encuentra cerca de la cuenca mediterránea,una investigación de 2008 afirma que nuevos hallazgos son evidencia de que la leishmaniasis canina se está expandiendo actualmente en áreas de clima continental del noroeste de Italia, lejos de las áreas endémicas reconocidas a lo largo de las costas mediterráneas.  Los casos de leishmaniasis comenzaron a aparecer en América del Norte en 2000,y, a partir de 2008, se han reportado raposeros positivos para Leishmania en 22 estados de EE. UU. y dos provincias de Canadá.

## Formas y síntomas
Cutánea
- Alopecia
- Lesiones de la piel
- Dermatitis ulcerosa o exfoliativa
- Furunculosis interdigital (úlceras entre los dedos de los pies).[5]

Especialmente si hay otras lesiones por leishmania, como perdida de pelo, en la misma zona.
Visceral
- Epistaxis (sangrados nasales)
- Insuficiencia renal > aumento de orina y bebida
- Signos oculares
- Pérdida progresiva de peso con disminución del apetito.
- Ganglios linfáticos inflamados

## Diagnóstico
En Estados Unidos, ciertos clubes de raza recomiendan encarecidamente la detección de "Leishmania", especialmente en reproductores importados de lugares endémicos. Por razones aún no identificadas, el Foxhound y el Mastin Napolitano parecen estar predispuestos o tener un mayor riesgo de contraer enfermedades.The Italian Spinone Club of America también solicita a todos los criadores y propietarios que envíen muestras para su análisis; el club informó que 150 perros Spinone Italiano dieron positivo en los Estados Unidos.
En los Estados Unidos, las siguientes facultades de veterinaria y organismos gubernamentales ayudan con las pruebas y el tratamiento de perros positivos para "Leishmania":
- Centros para el Control y la Prevención de Enfermedades sobre Leishmaniasis en perros [8]
- Departamento de Patología de la Universidad Estatal de Iowa[9]
- Facultad de Medicina Veterinaria de la Universidad Estatal de Carolina del Norte

Las pruebas de diagnóstico incluyen biología molecular y técnicas genéticas que proporcionan alta precisión y alta sensibilidad/especificidad. Los métodos más comúnmente empleados en laboratorios médicos incluyen Ensayos de inmunoabsorción ligados a enzimas, también conocidos como ELISA (entre otros ensayos serológicos) y Amplificación de ADN mediante reacción en cadena de la polimerasa (PCR ). El método Reacción en cadena de la polimerasa (PCR) para detectar el ADN de Leishmania es una prueba altamente sensible y específica, que produce resultados precisos en un período de tiempo relativamente corto. Un estudio realizado en el que se realizaron pruebas a los raposeros mediante PCR mostró que aproximadamente el 20% de los perros analizados dieron positivo en leishmaniasis; la misma población analizada con ensayos serológicos/de anticuerpos mostró solo un 5% de resultados positivos.
El diagnóstico puede complicarse por los falsos positivos causados por la vacuna contra la leptospirosis y los falsos negativos causados por métodos de prueba que carecen de la sensibilidad suficiente.

## Prevención
En áreas donde el vector conocido es un flebótomo, se ha demostrado que los collares de deltametrina usados por los perros tienen una efectividad del 86%. El flebótomo es más activo al anochecer y al amanecer; Mantener a los perros en el interior durante las horas punta ayudará a minimizar la exposición.
Desafortunadamente, no existe una única respuesta para la prevención de la leishmaniasis, ni una sola vacuna cubrirá múltiples especies. "Se han identificado diferentes factores de virulencia para distintas especies de Leishmania, y existen profundas diferencias en los mecanismos inmunológicos que median la susceptibilidad/resistencia a la infección y en la patología asociada con la enfermedad".
En 2003, Fort Dodge Wyeth lanzó la vacuna Leshmune en Brasil para L. donovani (también conocido como kala-azar en Brasil). Los estudios indicaron hasta un 87% de protección. Los efectos secundarios más comunes de la vacuna se han observado como anorexia e hinchazón local. La presidenta del Consejo Regional de Medicina Veterinaria de Brasil, Marcia Villa, advirtió que como los perros vacunados desarrollan anticuerpos, puede ser difícil distinguirlos de los perros infectados y asintomáticos. Los estudios también indican que la vacuna Leshmune puede ser fiable en el tratamiento de L. chagasi, y un posible tratamiento para perros ya infectados con L. donovani.La vacunación y la inmunoterapia también pueden ser un tratamiento para perros con una infección L. infantum activa.

## Tratamiento
Actualmente, no existe cura para la leishmaniasis canina, pero existen varias opciones de tratamiento disponibles en diferentes países. El tratamiento se coordina mejor con un veterinario. El tratamiento varía según el área geográfica, la cepa de infección y los síntomas presentados. Los perros pueden permanecer asintomáticos durante años. Los tratamientos más comunes incluyen:
L. donovani
- Se recomienda anfotericina B, resistente al antimonio

L. infantum
- Anfotericina B
- Antimoniato de meglumina
- Miltefosina
- Alopurinol
- Domperidona[21]